# Стоянка Саннай-Маруяма
40°48′42″ пн. ш. 140°41′44″ сх. д. / 40.81166667° пн. ш. 140.69555556° сх. д.

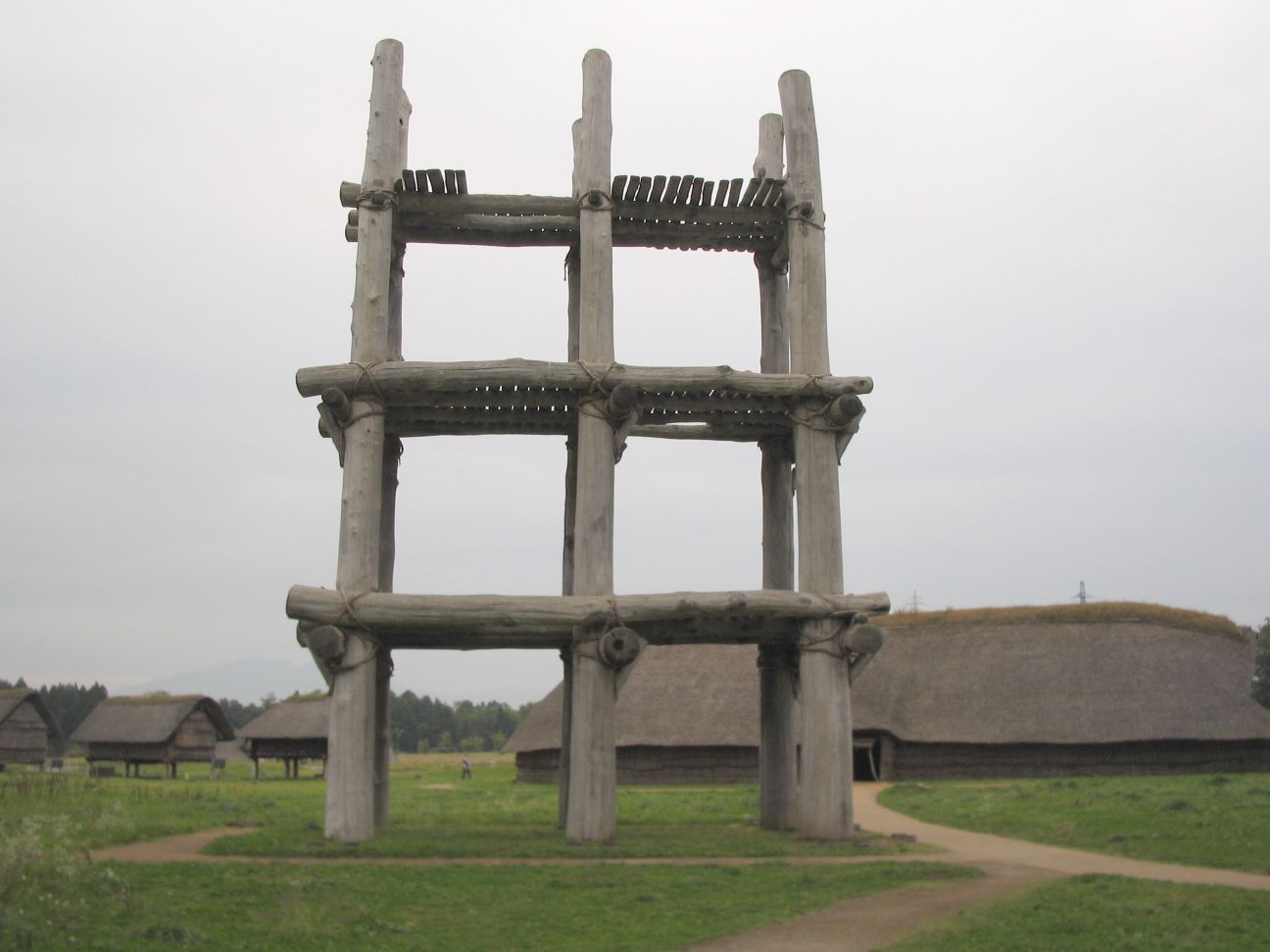
Триярусна вежеподібна споруда на стовпах. Позаду видніються напівземлянки дзьомонівців (реконструкція).

Стоянка Саннай Маруяма (яп. 三内丸山遺跡) — археологічна пам'ятка поселення періоду Джьомон 5 століттям до Р.Х. на горі Маруяма району Саннай міста Аоморі, префктури Аоморі, Японія.  Затверджена урядом країни як особлива пам'ятка Японії. 

## Короткі відомості
На місці неолітичного поселення реставрований комплекс жител, комплекс комор, а також символ стоянки — триярусна вежеподібна споруда на стовпах. За підрахунками вчених населення цього поселення дорівнювало 100-200 чоловік, а саме поселення було найкрупнішим за всю історію періоду Джьомон на Японському архіпелазі.
У 1990-х роках територія стоянки перетворена на музей. При ньому діє архів і бібліотека. 
На місці стоянки час від часу проводять нові археологічні розкопки.